# Tuffi ai campionati europei di nuoto 2024 - Piattaforma 10 metri sincro femminile
La competizione del piattaforma 10 metri sincro femminile ai campionati europei di nuoto di Belgrado 2024 si è svolta il 22 giugno 2024, presso l'Istituto serbo per lo sport e la medicina sportiva di Belgrado, in Serbia.
La finale si è svolta alle 15:30.

## Risultati
| Class   | Nazione | Tuffatori                                      | Punti | Punti | Punti | Punti | Punti | Punti  |
| Class   | Nazione | Tuffatori                                      | T1    | T2    | T3    | T4    | T5    | Totale |
| ------- | ------- | ---------------------------------------------- | ----- | ----- | ----- | ----- | ----- | ------ |
| Oro     | Ucraina | Ksenija Bajlo Sofija Lyskun                    | 51.60 | 47.40 | 58.80 | 65.28 | 65.70 | 288.78 |
| Argento | Spagna  | Valeria Antolino Ana Carvajal                  | 49.80 | 39.60 | 50.40 | 56.55 | 64.32 | 260.67 |
| Bronzo  | Francia | Jade Gillet Naïs Gillet                        | 45.00 | 40.80 | 51.24 | 47.88 | 55.68 | 240.60 |
| 4       | Grecia  | Stavroula Chalemou Ioanna Karakosta            | 37.20 | 45.00 | 41.40 | 55.50 | 44.46 | 223.56 |
| 5       | Romania | Amelie-Enya Foerster Nicoleta-Angelica Muscalu | 40.20 | 36.60 | 41.40 | 42.84 | 52.80 | 213.84 |